# أنقولية شائعة
أنقولية شائعة أو اكيلاجيا أو لاخليا (الاسم العلمي: Aquilegia vulgaris) هي نوع من النباتات تتبع جنس الأنقولية من الفصيلة الحوذانية.

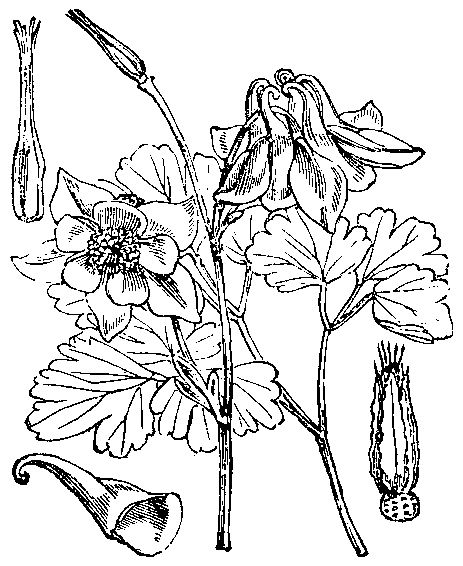
Illustration von Martin Cilenšek (1892)

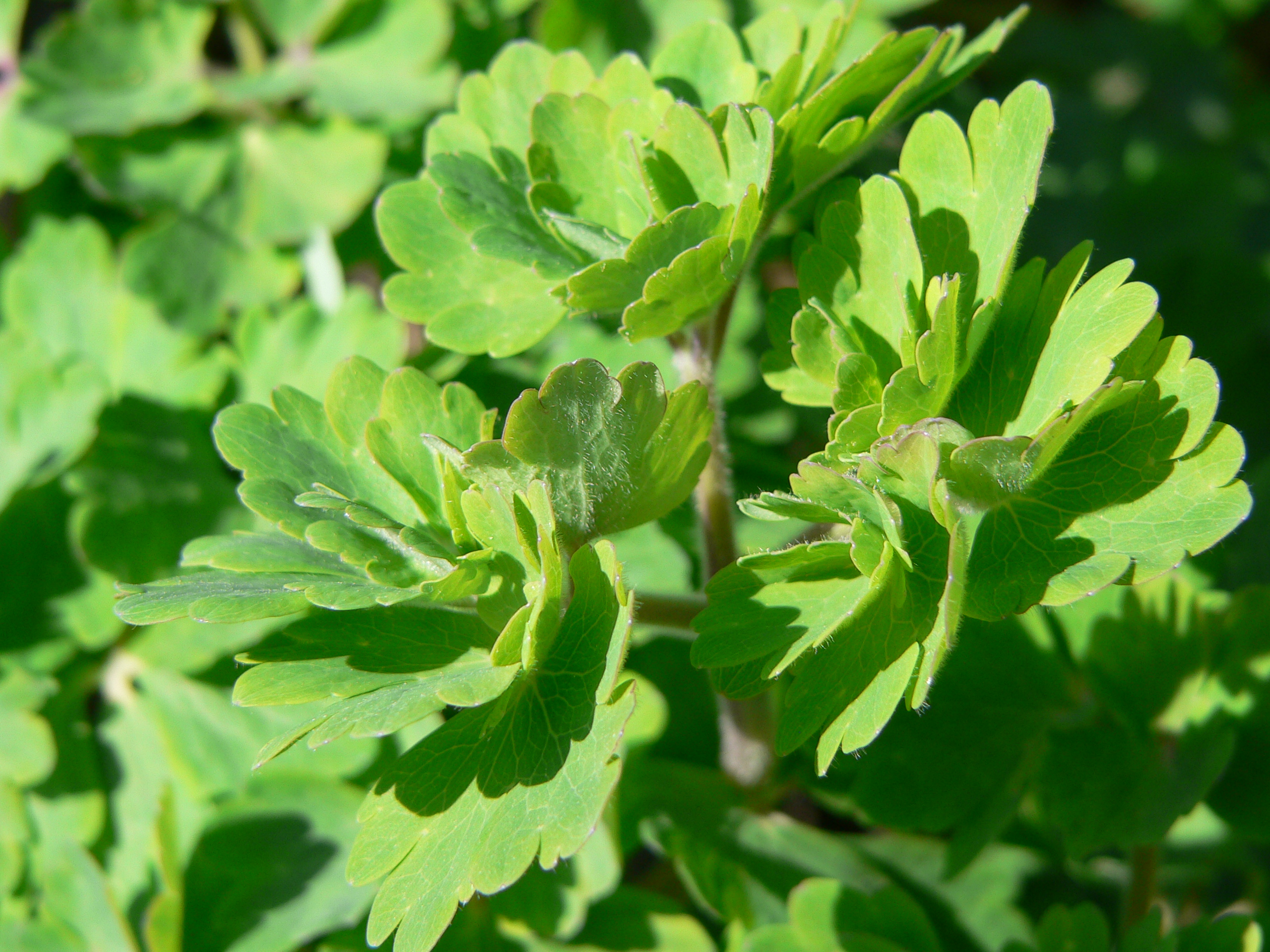
Blattaustrieb der Gemeinen Akelei im Frühjahr

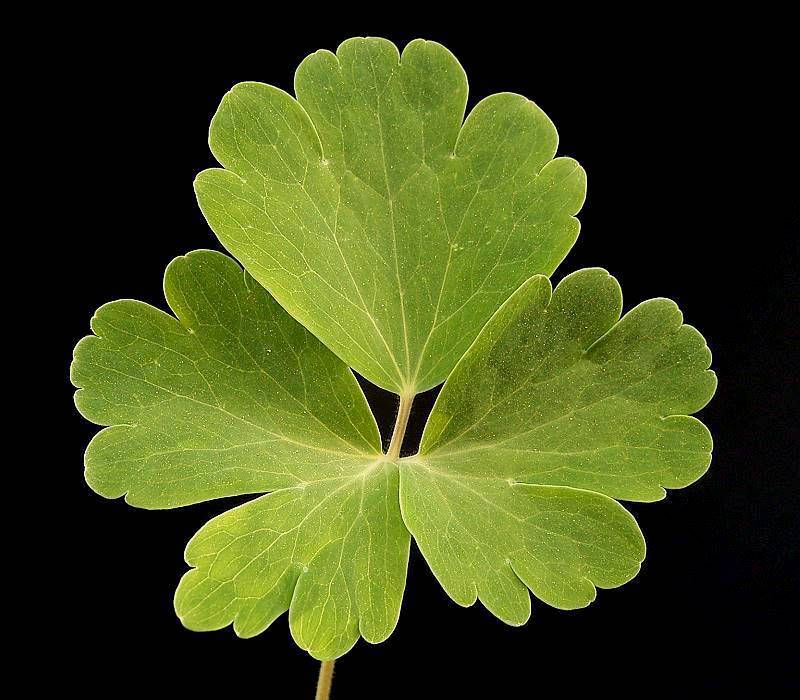
Blattform